# فيلدي إنجستاد
فيلدي إنجستاد (بالنرويجية: Vilde Ingstad‏) مواليد 18 ديسمبر 1994 في أوسلو، هي لاعبة كرة يد نرويجية تلعب كمحور. مثلت منتخب النرويج لكرة اليد للسيدات. حققت المركز الأول في بطولة العالم لكرة اليد للسيدات 2015.

## سجل المنافسة
شاركت في البطولات التالية:
- بطولة العالم لكرة اليد للسيدات 2015
- بطولة أوروبا لكرة اليد للسيدات 2016

## الإنجازات
- بطولة أوروبا لكرة اليد للسيدات
  - الفوز: 2016
- بطولة العالم لكرة اليد للسيدات:
  - الفوز: 2015
- بطولة العالم لكرة اليد للسيدات شباب:
  - الميدالية البرونزية: 2012

## روابط خارجية
- فيلدي إنجستاد على موقع الاتحاد الدولي لكرة اليد (الإنجليزية)
- فيلدي إنجستاد على موقع الاتحاد الأوروبي لكرة اليد (الإنجليزية)
- فيلدي إنجستاد على موقع الاتحاد النرويجي لكرة اليد (النرويجية)
- فيلدي إنجستاد على موقع اللجنة الأولمبية الدولية (الإنجليزية)